# Lijst van county's in Idaho
De Amerikaanse staat Idaho is onderverdeeld in 44 county's.

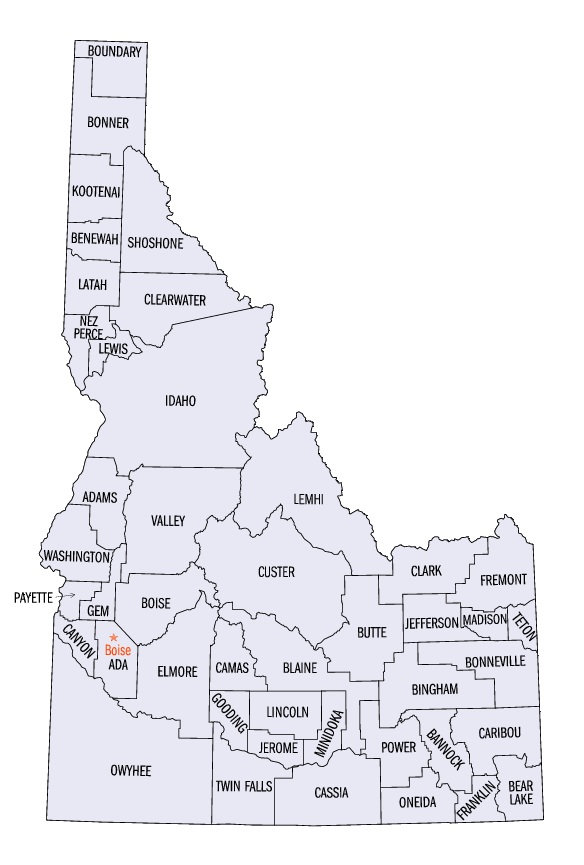
County's van Idaho

| County     | Inwoners 1 juli 2007 | Hoofdplaats    | Inwoners 1 juli 2007 |
| ---------- | -------------------- | -------------- | -------------------- |
| Ada        | 373.406              | Boise          | 202.832              |
| Adams      | 3546                 | Council        | 691                  |
| Bannock    | 79.925               | Pocatello      | 54.572               |
| Bear Lake  | 5863                 | Paris          | 494                  |
| Benewah    | 9243                 | St. Maries     | 2624                 |
| Bingham    | 43.466               | Blackfoot      | 10.867               |
| Blaine     | 21.560               | Hailey         | 7844                 |
| Boise      | 7571                 | Idaho City     | 478                  |
| Bonner     | 41.050               | Sandpoint      | 8216                 |
| Bonneville | 96.545               | Idaho Falls    | 53.279               |
| Boundary   | 10.872               | Bonners Ferry  | 2635                 |
| Butte      | 2771                 | Arco           | 982                  |
| Camas      | 1102                 | Fairfield      | 410                  |
| Canyon     | 179.381              | Caldwell       | 39.889               |
| Caribou    | 6862                 | Soda Springs   | 3098                 |
| Cassia     | 20.960               | Burley         | 8984                 |
| Clark      | 906                  | Dubois         | 613                  |
| Clearwater | 8231                 | Orofino        | 3073                 |
| Custer     | 4166                 | Challis        | 873                  |
| Elmore     | 28.856               | Mountain Home  | 12.236               |
| Franklin   | 12.203               | Preston        | 4947                 |
| Fremont    | 12.517               | St. Anthony    | 3401                 |
| Gem        | 16.496               | Emmett         | 6341                 |
| Gooding    | 14.250               | Gooding        | 3208                 |
| Idaho      | 15.345               | Grangeville    | 3091                 |
| Jefferson  | 22.851               | Rigby          | 3312                 |
| Jerome     | 20.066               | Jerome         | 8827                 |
| Kootenai   | 134.442              | Coeur d'Alene  | 42.267               |
| Latah      | 36.299               | Moscow         | 23.223               |
| Lemhi      | 7717                 | Salmon         | 2961                 |
| Lewis      | 3581                 | Nezperce       | 488                  |
| Lincoln    | 4497                 | Shoshone       | 1565                 |
| Madison    | 36.647               | Rexburg        | 27.575               |
| Minidoka   | 18.564               | Rupert         | 5075                 |
| Nez Perce  | 38.932               | Lewiston       | 31.794               |
| Oneida     | 4106                 | Malad City     | 2065                 |
| Owyhee     | 10.835               | Murphy         | 1532                 |
| Payette    | 22.751               | Payette        | 7629                 |
| Power      | 7684                 | American Falls | 4081                 |
| Shoshone   | 12.838               | Wallace        | 867                  |
| Teton      | 8349                 | Driggs         | 1291                 |
| Twin Falls | 73.058               | Twin Falls     | 41.510               |
| Valley     | 8945                 | Cascade        | 1004                 |
| Washington | 10.147               | Weiser         | 5330                 |

Alabama · Alaska · Arizona · Arkansas · Californië · Colorado · Connecticut · Delaware · Florida · Georgia · Hawaï · Idaho · Illinois · Indiana · Iowa · Kansas · Kentucky · Louisiana · Maine · Maryland · Massachusetts · Michigan · Minnesota · Mississippi · Missouri · Montana · Nebraska · Nevada · New Hampshire · New Jersey · New Mexico · New York · North Carolina · North Dakota · Ohio · Oklahoma · Oregon · Pennsylvania · Rhode Island · South Carolina · South Dakota · Tennessee · Texas · Utah · Vermont · Virginia · Washington · West Virginia · Wisconsin · Wyoming